# Dubravka Ugrešić
Dubravka Ugrešić (Kutina, 27 de marzo de 1949-Ámsterdam, 17 de marzo de 2023) fue una destacada escritora yugoslava y croata que vivió en los Países Bajos.

## Biografía
Ugrešić nació en 1949 en Kutina (Croacia, entonces Yugoslavia). Estudió Literatura comparada y Lengua y Literatura rusa en la Universidad de Zagreb, compaginando sus estudios con su actividad como escritora.
Su novela más conocida en la antigua Yugoslavia fue Štefica Cvek u raljama života (Estefi en las fauces de la vida), una irónica novela postmodernista que juega libremente con los clichés y los estereotipos de la literatura y la cultura triviales. La novela fue un éxito inmediato y fue llevada al cine en 1984 bajo el título U raljama života, película dirigida por Rajko Grlić. En 1989, Ugrešić se unió a la Asociación para una Iniciativa Democrática de Yugoslavia, un partido político marginal que se oponía a la independencia de Croacia.
En 1991, con el estallido de la guerra en la antigua Yugoslavia, Ugrešić tomó una postura fuertemente antinacionalista y en contra de la guerra y publicaba obras en donde criticaba duramente al nacionalismo croata y al nacionalismo serbio), la guerra y la criminalidad y estupidez asociadas a ella (véase su libro La cultura de la mentira). No tardó en convertirse en blanco de los medios de comunicación nacionalistas croatas, que la catalogaron como «traidora», «enemiga pública» y «bruja» durante el gobierno autoritario y radical de Franjo Tuđman.
Por estos motivos, abandonó Croacia en 1993 y continuó escribiendo en el exilio. Su escritura ha sido descrita como accesible, inteligente, innovadora y con una fuerte carga política y emocional.
Ugrešić vivió en Ámsterdam como escritora independiente. Ejerció como docente en universidades de Europa y Estados Unidos y publicaba artículos en algunos periódicos y revistas de literatura con sede en Europa hasta su fallecimiento.

## Premios
Ha recibido varios premios literarios y el reconocimiento internacional por sus escritos. En la ex Yugoslavia fue galardonada con los premios NIN, Meša Selimović y K.Š. Gjalski entre otros. También ha recibido los siguientes premios internacionales:
- 2016: Premio Internacional Neustadt de Literatura. (Estados Unidos)
- 2006: Short listed for Independent Foreign Fiction Prize. (Reino Unido)
- 2004: Premio Feronia, Citta di Fiano. (Italia)
- 2000: Premio Heinrich Mann, Akademie Der Kunste Berlin. (Alemania)
- 1999: Premio Austriaco de Literatura Europea. (Austria)
- 1998: SWF-Bestenliste Literaturpreis (Alemania)
- 1997: Versetsprijs 1997, Stichting Kunstenaarsverzet 1942 – 1945 (Países Bajos)
- 1996: Premio Europeo de Ensayo Charles Veillon (Suiza)

## Libros
Libros publicados en español:
- 2003, El museo de la rendición incondicional (traducción del croata de Mª Ángeles Alonso y Dragana Bajíc), publicado por Editorial Impedimenta el 28 de marzo de 2022.
- 2004, Gracias por no leer
- 2006, El ministerio del dolor (traducción de Luisa Fernanda Garrido y Tihomir Pistelek), Editorial Impedimenta.
- 2009, No hay nadie en casa
- 2019, Zorro (traducción de Luisa Fernanda Garrido y Tihomir Pistelek), Editorial Impedimenta.
- 2020, Baba Yagá puso un huevo  (como parte de la Canongate Myth Series, traducción de Luisa Fernanda Garrido y Tihomir Pistelek), Editorial Impedimenta.
- 2021, La edad de la piel (traducción de Luisa Fernanda Garrido y Tihomir Pistelek), Editorial Impedimenta.